# Guayana

De regio Guayana in het zuidoosten van Venezuela

Guayana is een van de negen regio’s van Venezuela. Guayana is met een oppervlakte  458.344 km² de grootste regio van het land en is gelegen in het zuidoosten. De hoofdstad Ciudad Guayana ligt bij de samenvloeiing van de rivier de Caroní met de Orinoco. Het gebied wordt ook wel Venezolaans Guyana genoemd.
Geografisch hoort voor het grootste deel tot het Hoogland van Guyana.

## Staten
De regio Guayana bestaat uit drie federale staten:
- Amazonas
- Bolívar
- Delta Amacuro